# Zubák
Zubák (Hongaars: Trencsénfogas) is een Slowaakse gemeente in de regio Trenčín, en maakt deel uit van het district Púchov.
Zubák telt 892 inwoners.